# David Fernández Borbalán
David Fernández Borbalán (Almería, 1973. május 30. –) spanyol nemzetközi labdarúgó-játékvezető. Polgári foglalkozása vállalkozó.

## Pályafutása

### Nemzeti játékvezetés
A játékvezetői vizsgát 1986-ban tette le. Nemzeti labdarúgó-szövetségének megfelelő játékvezető bizottságai minősítése alapján jutott magasabb osztályokba. 2004-ben lett a Liga BBVA játékvezetője. A küldési gyakorlat szerint rendszeres 4. bírói szolgálatot is végez. Első ligás mérkőzéseinek száma: 188 (2015. április 28.).
| Időpont              | Helyszín                             | Mérkőzés típusa         | Mérkőzés                       | Eredmény |
| -------------------- | ------------------------------------ | ----------------------- | ------------------------------ | -------- |
| 2014. szeptember 12. | Ciutat de València Stadion, Valencia | első 1. Ligás mérkőzése | Levante UD–Racing de Santander | 3 – 1    |

#### Nemzeti kupamérkőzések
Vezetett kupadöntők száma: 4.

##### Spanyol labdarúgó-szuperkupa
| Időpont             | Helyszín                         | Mérkőzés típusa        | Mérkőzés                          | Eredmény | Nézők száma |
| ------------------- | -------------------------------- | ---------------------- | --------------------------------- | -------- | ----------- |
| 2011. augusztus 17. | Camp Nou, Barcelona              | döntő második mérkőzés | FC Barcelona–Real Madrid CF       | 3 – 2    | 92 965      |
| 2013. augusztus 28. | Camp Nou, Barcelona              | döntő 2. mérkőzés      | FC Barcelona–Atlético de Madrid   | 1 – 1    | 74 536      |
| 2014. augusztus 22. | Vicente Calderón Stadion, Madrid | döntő 2. mérkőzés      | Atlético de Madrid–Real Madrid CF | 1 – 0    | 54 000      |

##### Spanyol labdarúgókupa
| Időpont         | Helyszín                          | Mérkőzés típusa | Mérkőzés                   | Eredmény | Nézők száma |
| --------------- | --------------------------------- | --------------- | -------------------------- | -------- | ----------- |
| 2012. május 25. | Vicente Calderón Stadion, Madsrid | döntő           | Athletic Club–FC Barcelona | 0 – 3    | 54 850      |

### Nemzetközi játékvezetés
A Spanyol labdarúgó-szövetség Játékvezető Bizottsága (JB) terjesztette fel nemzetközi játékvezetőnek, a Nemzetközi Labdarúgó-szövetség (FIFA) 2010-től tartja nyilván bírói keretében. A FIFA JB központi nyelvei közül a spanyolt és az angolt beszéli. Az UEFA JB besorolása szerint 2011-ben 1. kategóriás, 2012-től az elit csoportba minősített bíró. Több nemzetek közötti válogatott, valamint Európa-liga és UEFA-bajnokok ligája klubmérkőzést vezetett, vagy működő társának 4. bíróként segített. A spanyol nemzetközi játékvezetők rangsorában, a világbajnokság-Európa-bajnokság sorrendjében többedmagával a 12. helyet foglalja el 7 találkozó szolgálatával. Válogatott mérkőzéseinek száma: 10 (2015. március 29.).
| Időpont          | Helyszín                         | Mérkőzés típusa           | Mérkőzés             | Eredmény | Nézők száma |
| ---------------- | -------------------------------- | ------------------------- | -------------------- | -------- | ----------- |
| 2010. január 18. | Ciudad de Málaga Stadion, Málaga | első válogatott mérkőzése | Dél-Korea–Finnország | 2 – 0    | 2700        |

#### Labdarúgó-világbajnokság
A világbajnoki döntőkhöz vezető úton Brazíliába a XX., a 2014-es labdarúgó-világbajnokságra a FIFA JB játékvezetőként alkalmazta. Selejtező mérkőzéseket az UEFA zónában vezetett.

##### 2014-es labdarúgó-világbajnokság

###### Selejtező mérkőzés
| Időpont              | Helyszín                 | Mérkőzés típusa           | Mérkőzés                      | Eredmény | Nézők száma |
| -------------------- | ------------------------ | ------------------------- | ----------------------------- | -------- | ----------- |
| 2012. október 12.    | Stade de Suisse, Bern    | előselejtező (E. csoport) | Svájc–Norvégia                | 1 – 1    | 30 712      |
| 2013. június 7.      | Maksimir Stadion, Zágráb | előselejtező (A. csoport) | Horvátország–Skócia           | 0 – 1    | 25 016      |
| 2013. szeptember 10. | Dubňom Stadion, Zsolna   | előselejtező (G. csoport) | Szlovákia–Bosznia-Hercegovina | 1 – 2    | 9438        |

#### Labdarúgó-Európa-bajnokság
Az európai labdarúgó torna döntőjéhez vezető úton Ukrajnába és Lengyelországba a XIV., a 2012-es labdarúgó-Európa-bajnokságra, illetve Franciaországba a XV., a 2016-os labdarúgó-Európa-bajnokságra az UEFA JB játékvezetőként foglalkoztatta.

##### 2012-es labdarúgó-Európa-bajnokság

###### Selejtező mérkőzés
| Időpont           | Helyszín                           | Mérkőzés típusa           | Mérkőzés                       | Eredmény | Nézők száma |
| ----------------- | ---------------------------------- | ------------------------- | ------------------------------ | -------- | ----------- |
| 2011. június 3.   | Dinamo Stadion, Minszk             | előselejtező (D. csoport) | Fehéroroszország–Franciaország | 1 – 1    | 26 500      |
| 2011. október 11. | Darius and Girėnas Stadion, Kaunas | előselejtező (I. csoport) | Litvánia–Csehország            | 1 – 4    | 4000        |

##### 2016-os labdarúgó-Európa-bajnokság

###### Selejtező mérkőzés
| Időpont           | Helyszín                   | Mérkőzés típusa           | Mérkőzés               | Eredmény | Nézők száma |
| ----------------- | -------------------------- | ------------------------- | ---------------------- | -------- | ----------- |
| 2014. október 11. | Olimpiai Stadion, Helsinki | előselejtező (F. csoport) | Finnország–Görögország | 1 – 1    | 26 548      |
| 2015. március 29. | Városi Stadion, Elbasan    | előselejtező (I. csoport) | Albánia–Örményország   | 2 – 1    | 12 300      |

#### Nemzetközi kupamérkőzések

##### Európa-liga
| Időpont             | Helyszín                  | Mérkőzés típusa | Mérkőzés                     | Eredmény |
| ------------------- | ------------------------- | --------------- | ---------------------------- | -------- |
| 2014. augusztus 28. | Nagyerdei stadion, Nantes | rájátszás       | Debreceni VSC–BSC Young Boys | 0 – 0    |